# Parc national Elk Island
Le parc national Elk Island est un parc national canadien situé à 35 km à l'Est d'Edmonton. Ce parc a pour but de protéger la faune des prairies, notamment le wapiti et le bison. Le parc fait partie de l'aire centrale de la réserve de biosphère de Beaver Hills.

## Historique
Le parc est créé en 1913, avec une population de bisons amenée depuis le parc national de Banff en 1911. 

## Faune
Le parc compte en 2018 400 bisons des plaines et 480 bisons des bois. La population de bisons y augmente régulièrement, les animaux surnuméraires étant envoyés dans d'autres parcs ou réserves du continent nord-américain.
Parmi les autres espèces présentes dans le parc, on compte 250 espèces d'oiseaux migrateurs qui y font halte sur leur parcours, des élans, des wapitis, des cerfs mulets et des cerfs de Virginie.

## Activités
Les visiteurs peuvent observer la faune et pratiquer des activités d'extérieur, comme la randonnée à pied, ski de fond ou raquettes selon la saison.